# Jass
Jass er en gruppe af schweiziske kortspil, som er meget populære i Schweiz og dets nabolande. Der findes flere varianter, men den mest kendte er Schieber-Handjass. Schieber er et kompendespil med makker. Formålet er at tage stik med pointgivende kort.
Jass spilles med 36 kort. Normalt spilles der med det schweiziske sæt spillekort. Men man kan også anvende det franske sæt, hvis man fjerner kortene 2 til 6.
I jass er de to højeste trumfer knægten (jass) og nieren (nell) i trumffarven.